# Fat Albert (2004)
Fat Albert ist eine US-amerikanische Mischfilm-Komödie aus dem Jahr 2004, die auf der Animationsserie Fat Albert und die Cosby Kids basiert, die ab 1972 von Filmation nach einer Idee von Bill Cosby produziert wurde. Kenan Thompson spielte die Hauptrolle. In Fat Albert werden aus den Zeichentrickfiguren dreidimensionale Menschen, die sich mit den Unterschieden zwischen ihrer Welt und der realen Welt auseinandersetzen müssen.
Der Film stellt eine Fortsetzung der Serie dar; Fat Albert und die Bande verlassen ihre Zeichentrickwelt der 1970er und betreten die reale Welt der 2000er, um der Teenagerin Doris Robertson zu helfen. Die Premiere fand am 25. Dezember 2004 statt, der Film spielte 48 Millionen US-Dollar bei Produktionskosten in Höhe von 45 Millionen US-Dollar ein. Fat Albert ist eines der letzten Werke von Bill Cosby, ehe ihn 2014 mehrere Frauen der sexuellen Nötigung beschuldigten.

## Handlung
Doris Robertson ist eine depressive Teenagerin, die den Tod ihres Großvaters betrauert und sich gegen die Bemühungen ihrer Pflegeschwester Lauri stemmt, sich sozial zu engagieren. Als sie erfährt, dass ihre Eltern für zwei Tage auf einer Geschäftsreise in den Pocono Mountains sind, weint sie auf ihre Fernbedienung, während im Fernsehen Fat Albert und die Cosby Kids läuft. Dadurch öffnet sich ein Portal, durch das Fat Albert in die reale Welt kommt.
Rudy, Dumb Donald, Mushmouth, Bucky und Old Weird Harold kommen mit; Bill bittet Russell für sie die Stellung zu halten. Doris sagt, dass es ihr gut geht, die Bande erkennt jedoch, dass dies nicht stimmt. Da die Folge der Serie zu Ende ist, müssen sie bis zur Folge am nächsten Tag warten und begleiten Doris zur Schule, wo sie von den neuen Technologien begeistert sind.
Albert verliebt sich in Lauri. Reggie, ein nerviger Mitschüler, der ebenfalls in Lauri verliebt ist, fordert Albert zu einem Wettrennen heraus, das Albert gewinnt. Um Doris zu helfen, überreden sie die Cheerleader dazu, sie zu einer Party einzuladen. Doris erklärt sich trotz ihrer Zurückhaltung einverstanden. Bei der Party tanzt Lauri mit Albert. Um sie eifersüchtig zu machen, tanzt Reggie mit Doris und versucht sogar, sie zu küssen. Doris wehrt sich dagegen und Albert fordert von Reggie, sich von Doris fernzuhalten.
Am folgenden Tag geht Doris zur Schule, schickt die Bande jedoch in den Park. Der normalerweise ungeschickte Harold spielt erfolgreich Basketball, Mushmouth lernt von einem kleinen Mädchen, richtig zu sprechen und Donald liest in der Bibliothek ein Buch.
Nachdem die Bande mit Doris zurückkehrt, springen drei von ihnen – Bucky, Harold und Donald – zurück in den Fernseher. Breaking News unterbrechen die Sendung, ehe die restlichen vier zurückkehren können. Albert und Bill hatten zuvor über die Rückkehr gestritten. Die Bande besucht schließlich mit Doris und Lauri einen Jahrmarkt, woraufhin Doris sagt, dass sie Rudy daten würde, wenn er ein echter Mensch wäre.
Fat Albert sucht schließlich Hilfe bei seinem Schöpfer Bill Cosby und erklärt ihm die Situation. Cosby ist zunächst ängstlich und skeptisch, erklärt jedoch, dass der Charakter Fat Albert auf Doris Großvater Albert Robertson basiert, was erklärt, weshalb er ihr so vertraut erscheint. Cosby erzählt Fat Albert, dass sie in die Zeichentrickwelt zurückkehren müssen, da sie sonst zu Zelluloidstaub zerfallen.
Albert erklärt Lauri darauf, dass er sie verlassen muss. Am folgenden Tag kehren Mushmouth, Rudy und Bill zurück in den Fernseher. Albert besucht Doris und Lauri, die ein Wettrennen begehen und feuert Doris an. Reggie, der weiß, dass die Bande aus dem Fernsehen kommt, bedroht Albert, der ihn aber zur Seite schiebt. Auf einem geliehenen Skateboard fährt Albert zum Haus der Mädchen und verabschiedet sich von den Mädchen. Er schafft es rechtzeitig zurück ins Fernsehen und kann den Fokus der Folge von einer Bande von Mobbern zurückgewinnen.
Kurz darauf besuchen Cosby und seine Freunde, die ihm bei der Serie als Vorlage gedient haben, das Grab ihres Freundes Albert Robertson. Die Kamera zeigt dabei die jeweiligen Gegenstücke aus der anderen Welt. Doris beobachtet, wie die alten Männer weglaufen und erkennt, dass sie immer noch die gleichen Kinder sind, die Bill Cosby als Inspiration gedient haben. Bevor der Abspann beginnt, fordert Fat Albert die Zuschauer auf, sich den Abspann vollständig anzusehen und sich gegenseitig zu helfen.

## Besetzung
- Kenan Thompson: „Fat Albert Jackson“ Albert Robertson
- Kyla Pratt: Doris Robertson
- Bill Cosby: er selbst
- Dania Ramírez: Lauri Robertson
- Shedrack Anderson III: Rudy Davis
- Keith Robinson: William „Bill“ Henry Cosby Jr.
- Marques Houston: Dumb Donald Parker
- Jermaine Williams: James „Mushmouth“ Mush
- Aaron Frazier: „Old Weird Harold“ Simmons
- Alphonso McAuley: Bucky Miller
- Omarion: Reggie
- J. Mack Slaughter, Jr.: Arthur
- Alice Greczyn: Becky
- Rick Overton: Coach Gillespie
- Keri Lynn Pratt: Heather
- Dylan Cash: Emmitt

### Gastauftritte
- Aaron Carter: Darren (laut Abspann „Teenager“)
- Fonzworth Bentley: Verkäufer (Derek „Mr. Bentley“ Watkins)
- Jeff Garlin: Jerry (nicht im Abspann genannt)
- Joel Madden: Mitschüler von Mohawk (nicht im Abspann genannt)
- Mase: er selbst (Archivmaterial)
- Nick Zano: Handyverkäufer
- Denise Richards: Verkäuferin (Szene im Film nicht erhalten)

### Stimmen
- Jeremy Suarez: Russell Cosby
- Earl Billings: Mr. Mudfoot
- Raven-Symoné Pearman: Danielle
- Catero Colbert: Anführer der Teenager
- Charles Duckworth: Teenager #1
- Benjamin Diskin: Teenager #2
- Josh Uhler: Teenager #3
- Bill Ratner: Ansager

## Produktion
In einem frühen Planungsstadium des Films war Omar Benson Miller als Hauptdarsteller vorgesehen, Forest Whitaker sollte Regie führen. Aufgrund kreativer Differenzen zwischen Whitaker und Bill Cosby wurden sie durch Kenan Thompson und Joel Zwick ersetzt. David Gordon Green war ebenfalls daran interessiert, Regie zu führen und gab an, deshalb sogar einen Brief an Cosby geschrieben zu haben.

## Heimvideo
Fat Albert wurde am 22. März 2005 auf VHS und DVD veröffentlicht.

## Rezeption
Bei Rotten Tomatoes erhielt der Film 23 % positive Bewertungen bei insgesamt 89 Bewertungen und eine Durchschnittswertung von 4,4 von 10. In der Kritik der Website heißt es: „Eine langweilige, aber gutmütige Adaption der Zeichentrickserie.“ Bei Metacritic hat der Film basierend auf 26 Kritiken durchschnittlich 39 von 100 Punkten erreicht, was einen eher unterdurchschnittlichen Wert darstellt. Von CinemaScore befragte Zuschauer bewerteten den Film auf einer Skala von A+ bis F mit A−.
Roger Ebert bewertete den Film mit zwei von vier Sternen und schrieb: „Der Film ist süß und leicht, aber nicht sehr überzeugend.“
Der Film spielte in den Vereinigten Staaten 48,1 Millionen US-Dollar und weltweit 48,6 Millionen US-Dollar ein, bei Produktionskosten von 45 Millionen US-Dollar.